# 青柳信雄
青柳 信雄（あおやぎ のぶお、1903年3月27日 - 1976年5月17日）は、日本の映画監督、プロデューサー。

## 経歴

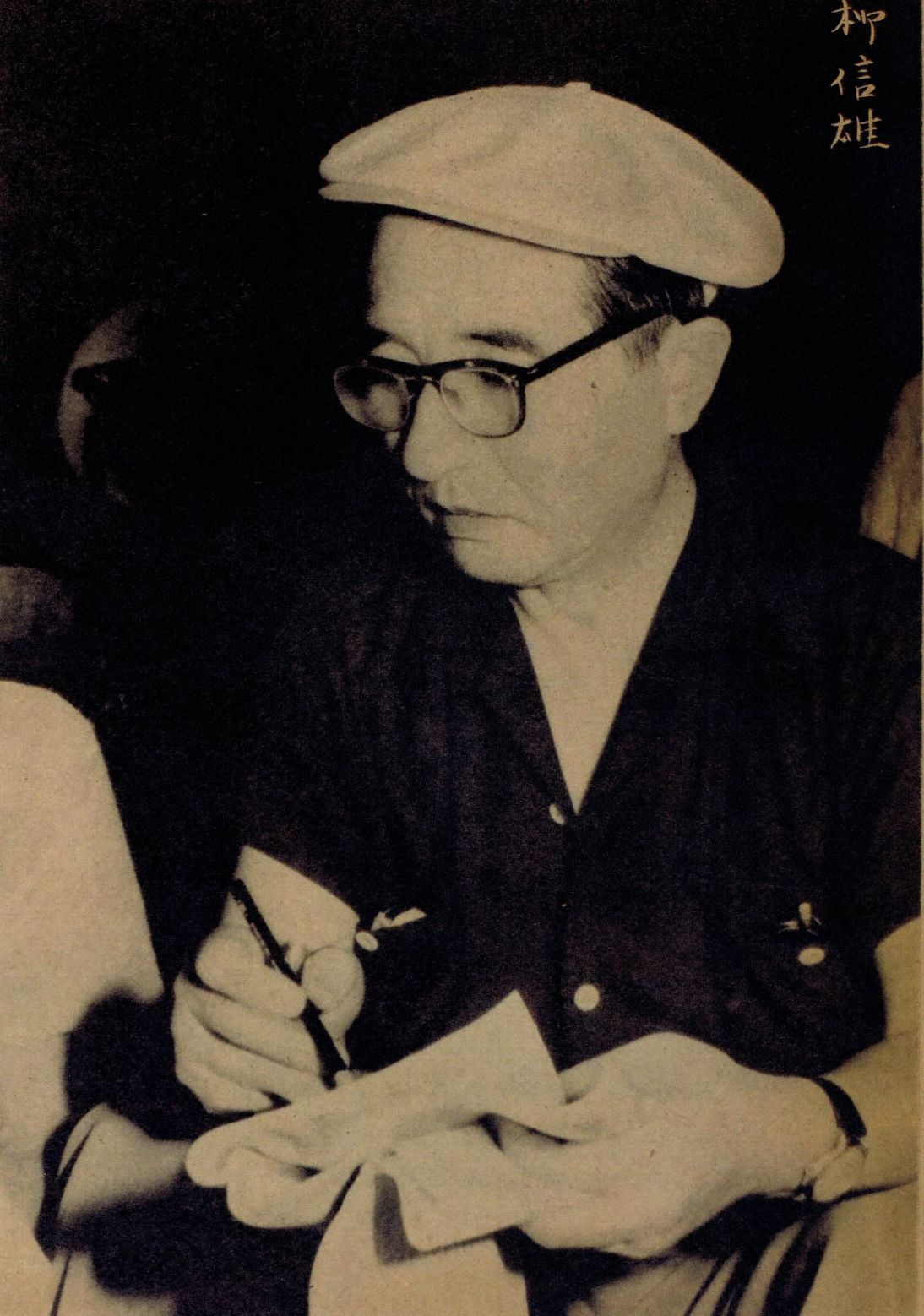
淡交社『淡交』第8巻11月号(1954)より

1903年（明治36年）横浜市生まれ。1915年（大正4年）に神奈川師範附属小学校を卒業。同級生に江川宇礼雄、国木田虎雄、岡田時彦（高橋英一）らがいた。旧制日本大学中学校（現在の日本大学第一中学校・日本大学第一高等学校）を卒業。明治大学卒業後、心座、美術座、前進座、芸術座、猿之助一座、東宝劇団といった新劇の舞台演出を手がけていた。
1933年（昭和8年）には、演出を手掛けた『源氏物語』が風教を害するという理由で上演直前に禁止命令を受ける憂き目に遭った。
1937年（昭和12年）、34歳の時に東宝へ制作者として入社。1940年（昭和15年）に演出部へ移り、第1回作品として当時人気のあった浪曲師広沢虎造主演の『虎造の荒神山』を撮る。戦後、東宝争議により新東宝が設立されるとともに制作者として移り、プロデューサーとして活躍する。1952年（昭和27年）に監督復帰、1954年（昭和29年）に再び東宝でメガホンを取るようになる。復帰作品は『落語長屋は花ざかり』で以降、『落語シリーズ』を手がける。シリーズものとしては他に江利チエミ主演の『サザエさん』がある。
早撮り監督といわれたが、それもプロデューサーで苦労した経験から会社の無理な要求にも応え、無理なスケジュールや予算でこなした結果といわれる。映画製作の能率向上、費用削減にも努め、映画音楽のダビング前のテープ録音の先鞭をつけた。こよなく焼き物を愛し、ロケ先で掘り出し物を見つけると後輩の黒澤明監督を電話で呼び出して二人で鑑賞したという。
テレビ番組の制作プロダクションC.A.Lの初代社長である。
1976年5月17日午前9時8分に心不全のため、東京厚生年金病院で死去（享年73歳）。

## 家族
息子はプロデューサーの青柳哲郎である。『トラ・トラ・トラ!』のプロデュースで知られる。また、実弟に守田家の養子となった八代目坂東三津五郎と実妹の光子の夫には二代目中村又五郎がいる。

## 主な作品

### 監督作品

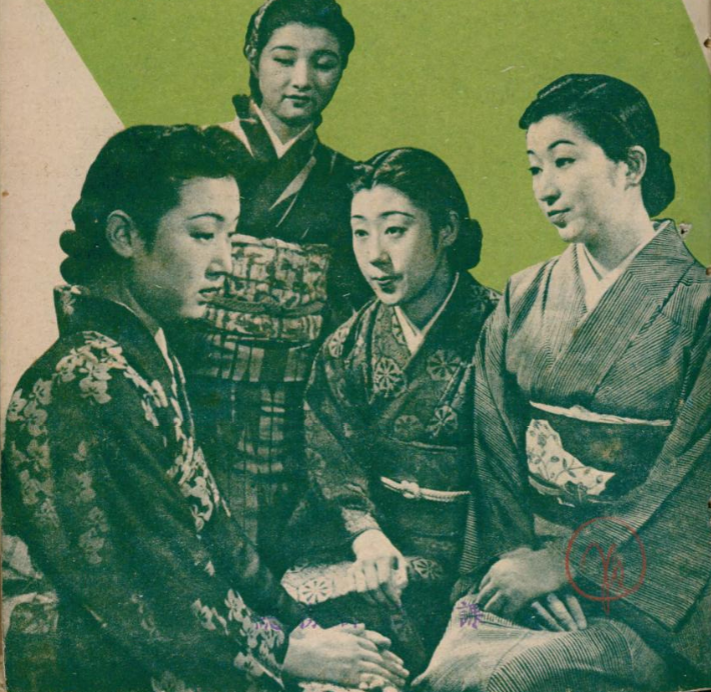
『四つの結婚』（1944年）

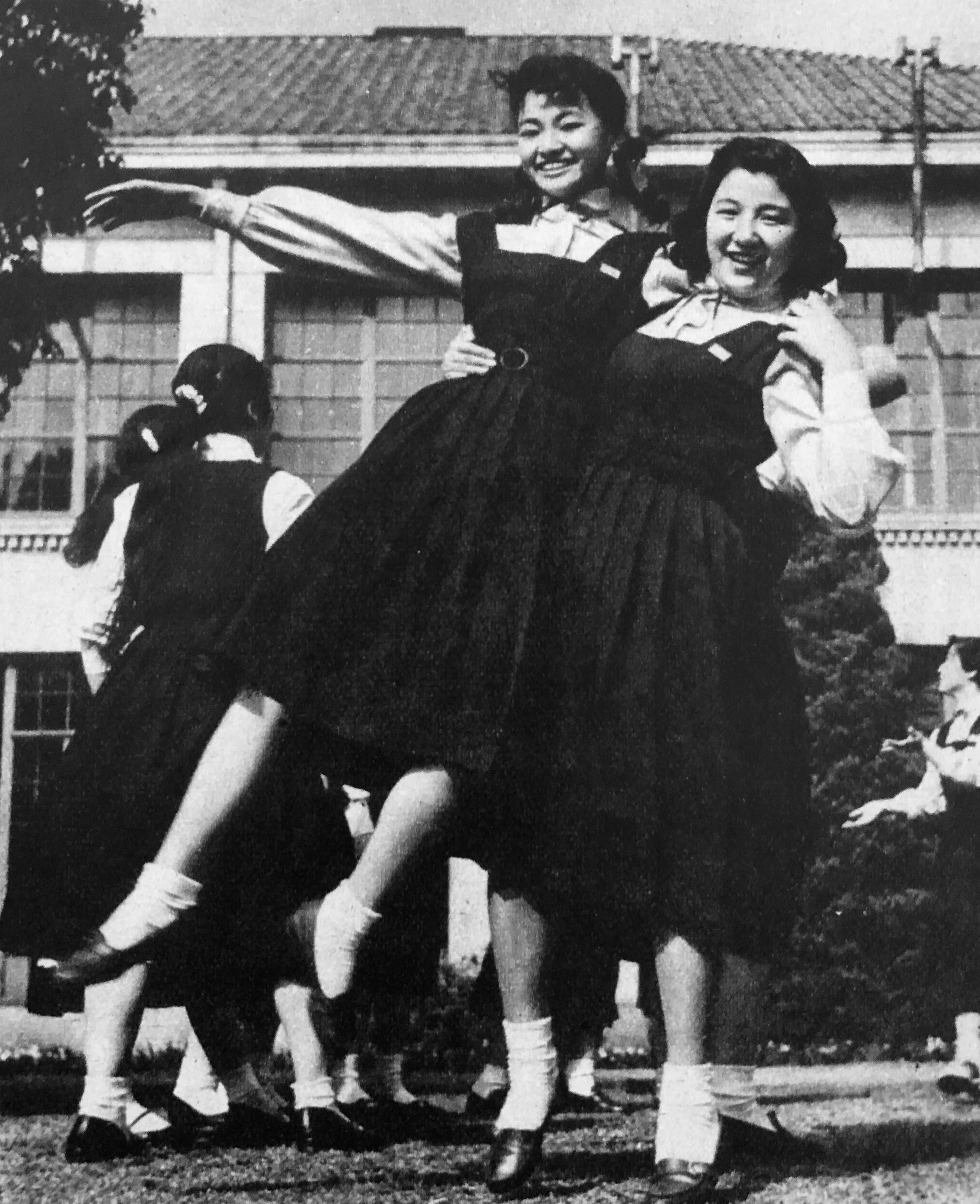
『制服の乙女たち』（1955年）

- かぐや姫（1935年11月21日、Ｊ．Ｏ．スタジオ）
- 虎造の荒神山（1940年7月10日、東宝）
- 娘時代（1940年12月11日、東宝）
- エノケンの金太売り出す（1941年3月19日、東宝）
- 幸子と夏代（1941年8月14日、東宝）
- 我が家は楽し（1941年12月24日、東宝）
- 小春狂言（1942年8月13日、東宝）
- 愛の世界　山猫とみの話（1943年1月14日、東宝）
- 兵六夢物語（1943年4月1日、東宝）
- 四つの結婚（1944年9月28日、東宝）
- 水色のワルツ（1952年5月15日、東映）
- モンテンルパの夜は更けて（1952年10月9日、新東宝）
- 愛の砂丘（1953年3月26日、新映プロ）
- 銀二郎の片腕（1953年5月13日、協和プロ）
- 若さま侍捕物帖　江戸姿一番手柄（1953年9月7日、新東宝）
- 落語長屋は花ざかり（1954年3月17日、新東宝）
- 夏祭り落語長屋（1954年5月5日、東宝）
- 落語長屋のお化け騒動（1954年7月14日、東宝）
- 鶴亀先生（1954年7月20日、新東宝）
- うれし恥かし看板娘（1954年8月15日、東宝）
- 新鞍馬天狗　第一話　天狗出現（1954年10月6日、東宝）
- 新鞍馬天狗　第二話　東寺の決闘（1954年11月10日、東宝）
- 初笑い底抜け旅日記（1955年1月3日、東宝）
- お笑い捕物帖　八ッあん初手柄（1955年2月5日、東宝）
- 制服の乙女たち（1955年5月25日、東宝）
- 芸者小夏 ひとり寝る夜の小夏（1955年7月13日、東宝）
- 初恋三人息子（1955年7月26日、東宝）
- 帰って来た若旦那（1955年11月1日、東宝）
- 青い果実（1955年11月29日、東宝）
- ウッカリ夫人とチャッカリ夫人 夫婦御円満の巻（1956年1月8日、東京映画）
- 花嫁会議（1956年1月14日、東宝）
- 逃げてきた花嫁（1956年2月12日、東宝）
- チエミの初恋チャチャ娘（1956年2月18日、東宝）
- ならず者（1956年5月10日、東宝）
- 与太者と若旦那（1956年6月28日、東宝）
- 箱入娘と番頭（1956年7月26日、宝塚映画）
- 五十年目の浮気（1956年8月1日、宝塚映画）
- 金語楼のお巡りさん（1956年8月5日、新東宝）
- 若人の凱歌（1956年10月24日、東宝）
- アチャコ行状記　親馬鹿天国（1956年11月7日、宝塚映画）
- サザエさん（1956年12月12日、東宝）
- てんてん娘 第一部　てんてん天気は日本晴れ（1956年12月12日、宝塚映画）
- てんてん娘 第二部　てんてん娘に花が咲く（1956年12月12日、宝塚映画）
- アチャコ行状記　嫁取り試験（1956年12月19日、宝塚映画）
- おしゃべり社長（1957年1月3日、東京映画）
- 次郎長意外伝 灰神楽の三太郎（1957年2月26日、東宝）
- 次郎長意外伝 大暴れ三太郎笠（1957年3月5日、東宝）
- 続・サザエさん（1957年4月9日、東宝）
- 生きている小平次（1957年8月4日、東宝）
- 大学の侍たち（1957年9月22日、東宝）
- 花嫁は待っている（1957年10月20日、東宝）
- サザエさんの青春（1957年12月28日、東宝）
- お父さんはお人好し 家に五男七女あり（1958年2月18日、宝塚映画）
- お父さんはお人好し 花嫁善哉（1958年3月12日、宝塚映画）
- 喧嘩も楽し（1958年4月15日、宝塚映画）
- 大笑い捕物帖（1958年4月22日、東京映画）
- お笑い夫婦読本（1958年5月13日、宝塚映画）
- ちゃっきり金太（1958年6月2日、東宝）
- 続ちゃっきり金太（1958年7月8日、東宝）
- サザエさんの婚約旅行（1958年8月26日、宝塚映画）
- 大江戸千両祭（1958年10月28日、東宝）
- 次郎長意外伝　灰神楽木曽の火祭（1958年11月30日、東宝）
- サザエさんの結婚（1959年1月9日、東宝）
- 続・社長太平記（1959年3月15日、東宝）
- おしゃべり奥様（1959年4月12日、東宝）
- 奥様三羽烏（1959年5月12日、東宝）
- 大学の２８人衆（1959年6月28日、東宝）
- サザエさんの新婚家庭 （1959年8月23日、東宝）
- 槍一筋日本晴れ（1959年12月8日、東宝）
- サザエさんの脱線奥様 （1959年12月26日、宝塚映画）
- 落語天国紳士録（1960年2月14日、東宝）
- サザエさんの赤ちゃん誕生 （1960年2月28日、宝塚映画）
- 恐妻党総裁に栄光あれ（1960年5月10日、東宝）
- 噛みついた若旦那（1960年5月22日、東京映画）
- サザエさんとエプロンおばさん（1960年12月25日、宝塚映画）
- 福の神 サザエさん一家（1961年3月28日、宝塚映画）
- サラリーマン　弥次喜多道中（1961年6月27日、東宝）
- 続サラリーマン　弥次喜多道中（1961年7月23日、東宝）
- ガンバー課長（1961年12月17日、東宝）
- 乾杯！サラリーマン諸君（1962年1月14日、宝塚映画）
- サラリーマン　権三と助十（1962年1月28日、東宝）
- 雲の上団五郎一座（1962年4月15日、宝塚映画）
- サラリーマン権三と助十　恋愛交叉点（1962年11月17日、東宝）
- 風流温泉　番頭日記（1962年12月16日、宝塚映画）
- 続雲の上団五郎一座 （1963年7月28日、宝塚映画）
- ただいま診察中（1964年5月30日、東宝）

### 製作作品
- 牧場物語（1938年9月1日、東宝）
- 清水の次郎長 （1938年9月17日、東宝）
- 武道千一夜 （1938年12月11日、東宝）
- 新篇丹下左膳　妖刀篇（1938年12月29日、東宝）
- 新篇丹下左膳　隻手篇（1939年1月5日、東宝）
- 忠臣蔵　後篇 （1939年4月21日、東宝）
- 街（1939年8月20日、東宝）
- 花つみ日記（1939年10月21日、東宝）
- さくら音頭　今日は踊って（1947年3月25日、新東宝）
- 愛よ星と共に（1947年9月24日、新東宝）
- 虹を抱く処女 （1948年11月16日、新東宝）
- 嫁入聟取花合戦（1949年1月11日、新東宝＝吉本プロ）
- 春の戯れ（1949年4月12日、映画芸協＝新東宝）
- 流星（1949年5月3日、新東宝）
- グッドバイ（1949年6月28日、新東宝）
- 銀座カンカン娘（1949年8月16日、新東宝）
- 東京カチンカ娘（1950年1月15日、新東宝＝青柳プロ＝日本ユニットプロ）
- 銀座三四郎 （1950年3月30日、新東宝＝青柳プロ）
- 恋人（1951年3月10日、新東宝＝昭映プロ）
- 月よりの母 （1951年8月24日、新東宝）
- 東京のえくぼ （1952年7月15日、新東宝）
- お父さんはお人好し　家に五男七女あり（1958年2月18日、宝塚映画）
- お父さんはお人好し　花嫁善哉（1958年3月12日、宝塚映画）
- 喧嘩も楽し （1958年4月15日、宝塚映画）
- お笑い夫婦読本（1958年5月13日、宝塚映画）
- ただいま診察中（1964年5月30日、東宝）
- 剣（1967年4月17日～1968年2月26日、C.A.L.）
- お庭番（1968年3月4日～1968年10月7日、C.A.L.）

### 脚本
- エノケンの金太売り出す（1941年3月19日、東宝）
- 幸子と夏代（1941年8月14日、東宝）

### 企画
- 風来坊（1968年10月6日～1969年1月26日、C.A.L.）

### プロデュース
- おさな妻（1970年10月2日～1971年9月24日、V.I.P.）

### 出演
- 続社長紳士録（1964年2月29日、東宝）